# Obiplein 2
Obiplein 2 is een gebouw aan het Obiplein te Amsterdam-Oost. Het gebouw is sinds 12 december 2001 een rijksmonument. Het maakt deel uit van het monumentencomplex van de Gerardus Majellakerk met hoofdingang aan het Ambonplein.
Het gebouw werd gebouwd als de pastorie en Vincentiushuis (hulpvereniging armen en behoeftigen) behorende bij de kerk. Het kerkbestuur had de benodigde grond in 1924 aangekocht van de gemeente Amsterdam. Het ontwerp voor dit gebouw kwam van architect Jan Stuyt, die ook verantwoordelijk was voor kerk, een zusterhuis en ook een school. Het kwartet gebouwen vulde de zuidelijke gevelwand van de Obistraat. De gehele noordelijke gevelwand van die straat werd in de periode 1978-1980 gesloopt om plaats te maken voor het Obiplein. De vier gebouwen van Stuyt bleven staan, maar kregen wel in de loop der jaren een andere bestemming.
Stuyt ontwierp deze pastorie in de stijl van het rationalisme. Het wordt vanaf de hardstenen plint gevormd door drie bouwlagen met daarop een zolder onder een afgeplat puntdak. De eerste bouwlaag kan onderscheiden worden door de speklaag, maar daarboven gaat de gevel direct door naar een strook versieringen onder de bakgoot annex daklijst.Opvallend aan de voorzijde aan het Obiplein is de raamverdeling. Het rechter deel, dat overigens risaleert tegenover het linker deel, heeft een gangbare indeling van ruiten. Het linker deel laat een aparte ruitverdeling zien. Het trappenhuis wordt gemarkeerd door twee raamwerken, waarin glas-in-lood is verwerkt. Daartussen zijn twee hardstenen ornamenten geplaatst, geschikt voor tekst, maar onduidelijk is of die ooit geplaatst is.Verder naar links is een groot blind geveldeel te vinden waarin nog direct onder de sierstrook twee ramen.
Onder dit rijksmonument is meebegrepen een bakstenen tuinmuur met rondbogen onder een ezelsrug.
Het gebouw met muur werd onder andere tot rijksmonument verklaard vanwege de specifieke architectuur met nadruk op de katholieke kerkarchitectuur en de functie van het gebouw. Bovendien is het een wezenlijk onderdeel van het kerkcomplex.
Ook in 2022 is het gebouw een welzijnsorganisatie gevestigd.

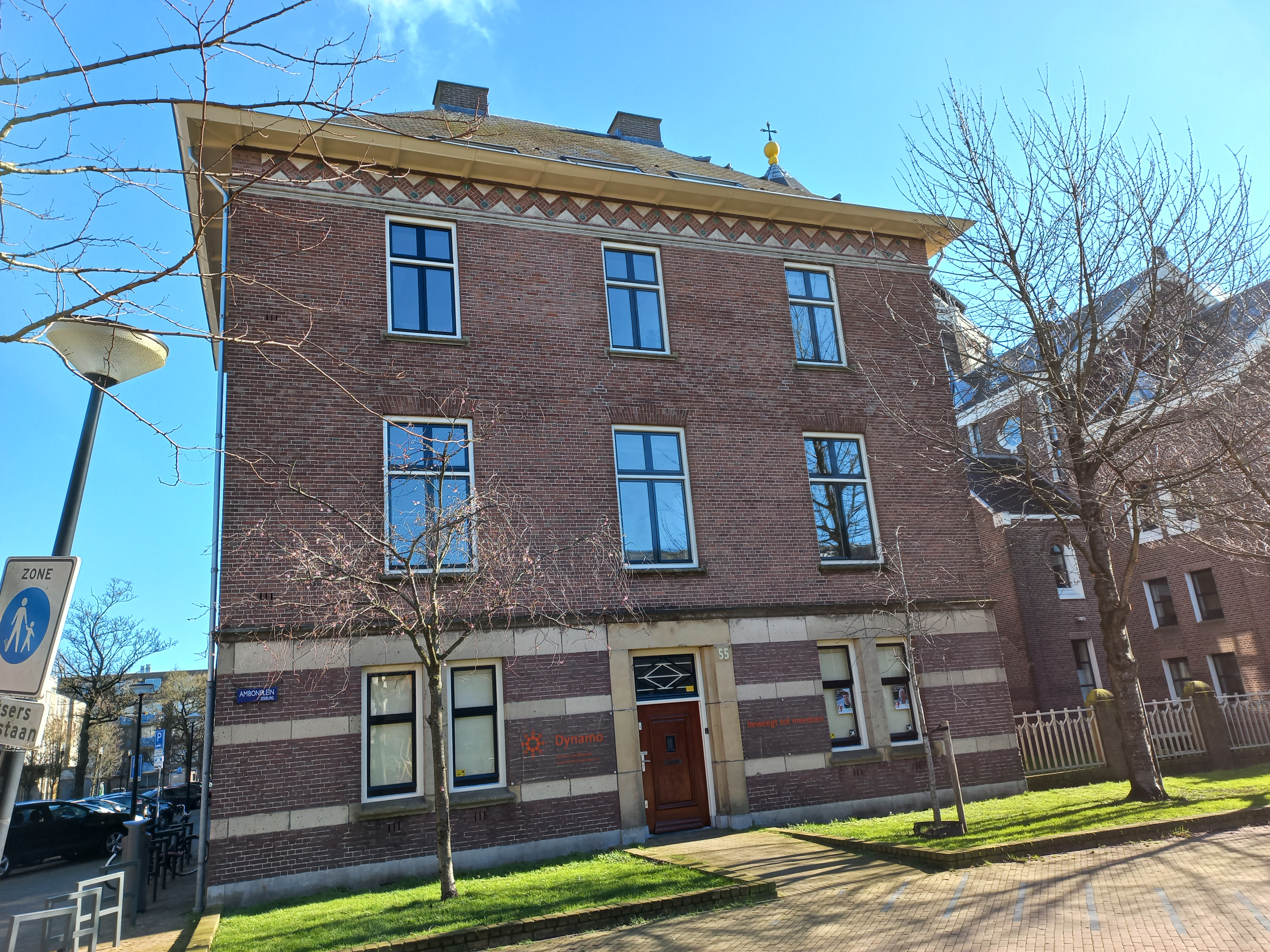
Gevel Ambonplein 55 (februari 2022)